# Jaroslava Pokorná
Jaroslava Pokorná (* 2. August 1946 in Prag) ist eine tschechische Schauspielerin.

## Leben
Jaroslava Pokorná ist die Tochter des Dramaturgen Jaroslav Pokorný. Ihr Bruder ist der Schauspieler und Theaterregisseur Ivan Pokorný. Sie studierte zweimal an der Theaterfakultät der Akademie der Musischen Künste in Prag (DAMU). Von 1963 bis 1968 absolvierte sie erfolgreich ein Schauspielstudium und 1999 erhielt sie ihren Abschluss in Dramaturgie. Bereits während ihres Schauspielstudiums konnte sich Pokorná als Theaterschauspielerin etablieren und spielte an Theatern wie dem Švandovo divadlo na Smíchově oder dem Divadlo v Řeznické.
Auch ihr Leinwanddebüt gab  bereits während ihres Studiums. In dem von Pavel Kohout inszenierten Drama Sedm zabitých spielte sie 1965 die Nebenrolle der Olina. Seitdem war sie in über 70 Film- und Fernsehproduktionen zu sehen, darunter Der Tod ist wählerisch, Fäuste im Dunkeln und Sex in Brno. Für ihre beiden Darstellungen in Rotzbengel und Burning Bush – Die Helden von Prag wurde sie jeweils als Beste Nebendarstellerin für einen Český lev nominiert, wobei sie letzteren auch gewann.

## Filmografie
- 1965: Sedm zabitých
- 1971: Der junge Herr Vek (F.L. Vek, Fernsehserie, eine Folge)
- 1973: Der Tod ist wählerisch (Smrt si vybírá)
- 1974: Hausherren und Mieter (Byl jednou jeden dům, Fernsehserie, zwei Folgen)
- 1986: Geheimbund goldener Ball (Vyhrávat potichu)
- 1987: Fäuste im Dunkeln (Pěsti ve tmě)
- 1987: Prinzessin Julia (O zatoulané princezně)
- 1989: Der Zug der Kindheit und der Hoffnung (Vlak dětství a naděje, Fernsehserie)
- 2002: Rotzbengel (Smradi)
- 2003: Das Krankenhaus am Rande der Stadt – 20 Jahre später (Nemocnice na kraji města po dvaceti letech, Fernsehserie, eine Folge)
- 2003: Sex in Brno (Nuda v Brně)
- 2013: Burning Bush – Die Helden von Prag (Hořící keř, Miniserie)
- 2014: Das Meer sehen (Pojedeme k moři)
- 2018: Momente (Chvilky)
- 2020: Charlatan